# Ambo (Cameroun)
Pour les articles homonymes, voir Ambo.
Ambo est un village du Cameroun situé dans l’arrondissement de Batibo, dans le département de Momo et dans la Région du Nord-Ouest.

## Géographie

### Localisation
Le village d’Ambo est localisé à 5° 47′ 47″ N et 9° 53′ 14″ E. Il se trouve à environ 34 km de distance de Bamenda, le chef-lieu de la région du Nord-Ouest et à environ 280 km de distance de Yaoundé, la capitale du Cameroun.

### Climat
Ambo possède un climat de savane avec hiver sec. La température moyenne annuelle est de 26,1 °C et les précipitations moyennes annuelles sont de 1 534,4 mm.

## Population
Lors du recensement de 2005, on a dénombré 1 033 habitants à Ambo, dont 473 hommes et 560 femmes.